# 腎功能衰竭
腎功能衰竭（英語：renal failure、，或），又簡稱腎衰竭，是指因腎病變，造成腎臟出現問題導致未能有效帶走血液中的雜質，繼而影響身體的代謝，嚴重者可致命。
腎衰竭的兩個主因是急性腎損傷和慢性腎臟病。急性腎損傷在一般的狀況下只要經過適當的治療就可痊癒，而慢性腎臟病則通常為不可逆損傷。
腎衰竭的定義通常是依照腎小球濾過率（GFR）決定，亦即腎臟中腎小球的濾過效率。可藉由尿量增減，血液中廢物（如肌酸酐和尿素，正常狀況下會隨尿液排出）的含量來偵測。血尿和蛋白尿也可能是腎衰竭的現象之一。
腎功能衰竭時，體內的廢液可能難以排除，會導致腫脹、酸血症、高鉀血症、低血鈣、高血磷症，和貧血，骨骼的健康也可能會被影響。長期的腎臟病也提高了心血管疾病的機率。。

## 分類
腎衰竭主要分為兩大類：急性腎損傷和慢性腎臟病，這兩種的分辨方法主要是按照血漿中的肌酸酐。其他分辨方法包括貧血，以及利用超音波探測腎臟的大小，因為慢性腎衰竭常所導致的貧血，會使腎臟體積縮小。

### 急性腎損傷
急性腎損傷（AKI），先前稱急性腎衰竭（ARF），為一種急性的腎功能損失。這種疾病會導致少尿症（成年每日尿液量少於400mL），造成體液失衡。急性腎損傷的病因很多，主要分為腎前性、腎內性，以及腎後性三種。須找出潛在原因病加以治療，並在治癒前須進行血液透析。

### 慢性腎臟病
慢性腎臟病（CKD）為發展較緩的腎臟疾病，一開始通常沒有什麼特殊症狀。但長期罹患慢性臟病的患者可能會導致不可逆的腎臟損害。

### 慢性腎衰合併急性腎衰

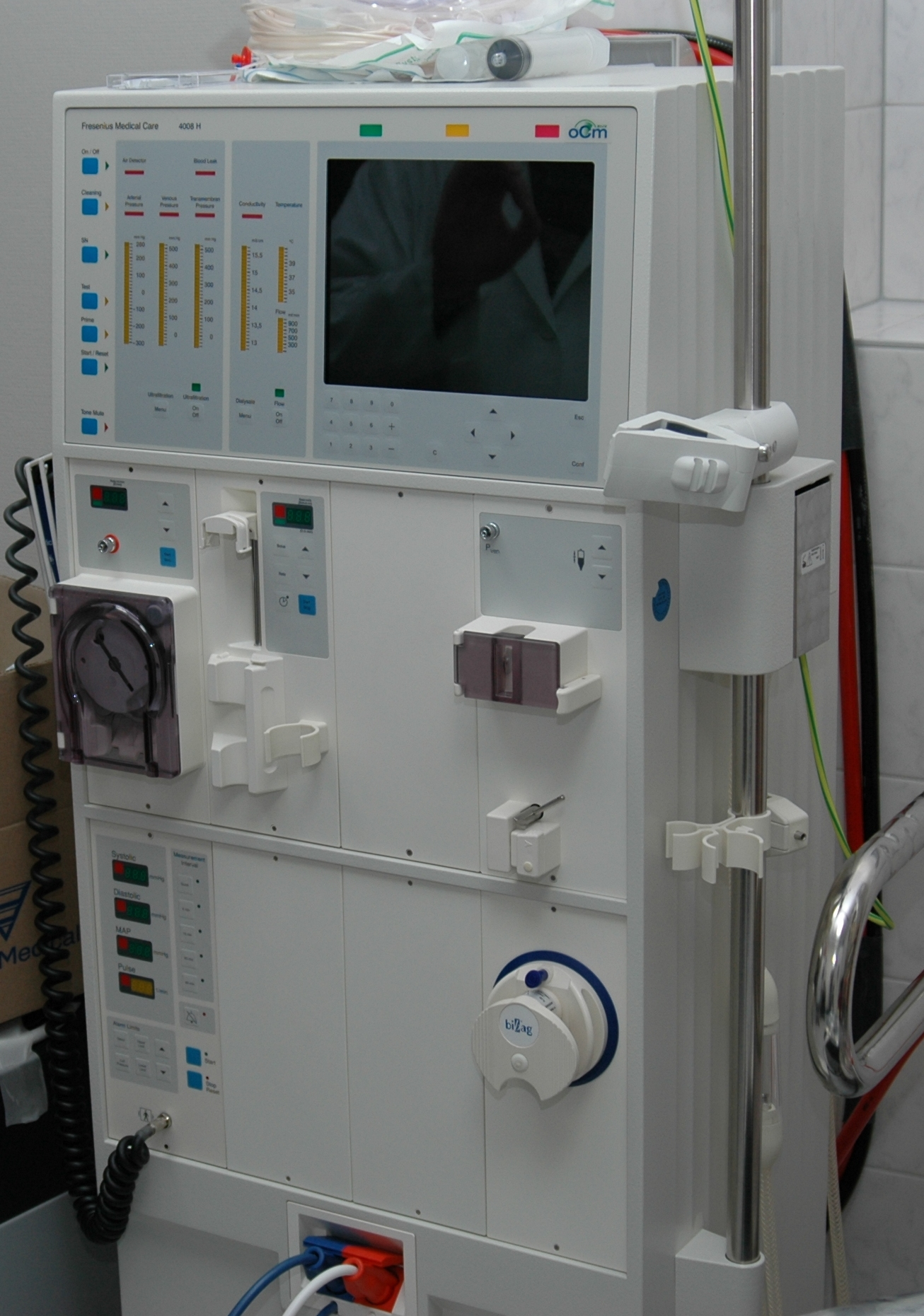
腎衰竭可靠洗腎機控制病情

慢性腎臟病的患者倘若發生急性腎衰竭，則這種情況稱為慢性腎衰合併急性腎衰（acute-on-chronic renal failure，
AoCRF），患者可能會造成不可逆損傷。治療方式與急性腎損傷的方法一樣，也許可以挽回部分腎功能。檢測方法是檢驗血漿中的肌酸酐濃度。

## 病徵
腎衰竭的病徵因人而異，差異頗大。當腎臟無法正常運作時，身體中的廢物會越堆積越多，可能會造成氮血症。低程度的氮血症不會有太嚴重的症狀，但嚴重者可能會導致尿毒症。
腎衰竭的症狀如下：
- 血漿中尿素含量過高，導致：
  - 嘔吐和/或腹瀉，導致脫水。
  - 惡心
  - 體重減輕
  - 尿床
  - 頻尿，尿量增加，且尿顏色較淡。
  - 少尿，尿量減少，且尿顏色較黑。
  - 血尿
  - 排尿困難
  - 尿量異常，通常是過多
- 血液中的磷酸無法順利排出可能導致：
  - 搔癢
  - 骨質疏鬆
  - 抽搐（肇因於低血鈣，與高磷酸血症有關）
- 血液中的鉀無法順利排出可能導致：（俗稱高鉀血症）
  - 心律不整
  - 癱瘓[12]
- 腎臟無法排出過多體液將導致：
  - 雙腿、踝、手足腫脹
  - 肺部體液堆積，或是貧血，導致呼吸困難
- 多囊性腎病：會造成肝臟或腎臟充滿囊腫，會引起：
  - 背面或側面的疼痛
- 健康的腎臟會產生紅細胞生成素，刺激骨髓製造紅血球。腎衰竭會導致紅細胞生成素減少，導致身體中衰老紅血球無法被更新，血紅素無法回收，導致貧血。
  - 感覺疲倦和/或弱
  - 記憶力衰退
  - 難以集中注意力
  - 頭暈
  - 低血壓
- 通常，蛋白質大小無法穿過腎臟，然而，當腎小球損傷時，蛋白質可能會穿過腎臟，造成蛋白尿[13]，症狀有：
  - 尿液中有泡沫
  - 四肢、臉及腹部腫脹
- 其他症狀：
  - 食慾降低，口臭
  - 失眠
  - 膚色暗沉
  - 血蛋白過高
  - 高劑量盤尼西林下的腎衰竭患者可能導致癲癇。[14]

## 死于肾功能衰竭的知名人士
- 苏加诺（印度尼西亚第1任总统兼国父）
- 阿卜杜拉赫曼·瓦希德（印度尼西亚第4任总统）
- 尤里·安德罗波夫（苏联第6任领导人及KGB首脑）
- 米尔顿·奥博特（乌干达第2任总统）
- 罗荣桓（中华人民共和国元帅）
- 杜聿明（国共内战国民党将领）
- 戴维·朗伊（新西兰第32任总理）
- 羅伯特·羅斯（Black Rob - 美國饒舌歌手）
- 阿尔弗雷德·希区柯克（英国电影导演）

## 外部連結
- Connecting dialysis community around the World (US)
- National Kidney Foundation (US) （页面存档备份，存于）
- The Kidney Foundation of Canada(CA) （页面存档备份，存于）